# 鹿島市立明倫小学校
鹿島市立明倫小学校（かしましりつ めいりんしょうがっこう）は佐賀県鹿島市大字納富分にある市立小学校。

## 概要
歴史
1991年（平成3年）に鹿島市立鹿島小学校から分離する形で、新設された。2021年（令和3年）に創立30周年を迎えた。
校章
月桂樹の絵を背景にして、中央に「明倫小」の文字（縦書き）を置いている。
校歌
作詞は迎昭典、作曲は伊東直樹による。歌詞は2番まであり、両番の歌詞中に校名の「明倫」が登場する。
通学区域
住所表記で「鹿島市」の後に「若殿分、納富分、行成、執行分、井手分、末光、馬渡、小舟津、犬王袋、世間、重ノ木」が続く地域。
中学校区は鹿島市立西部中学校。

## 沿革
開校前
- 1985年（昭和60年）10月 - 鹿島小学校規模適正化推進協議会が発足。
- 1988年（昭和63年）12月 - 鹿島市12月定例市議会において分離後校区の条例を制定。
- 1989年（平成元年）
  - 10月 - 鹿島第二小学校（仮称）起工式を挙行。
  - 11月 - 開校に伴う諸事業の整備促進を目的として、鹿島市立鹿島第二小学校（仮称）整備促進協議会が発足。
  - 12月 - 分離新設校校名審査委員会で校名を「鹿島市立明倫小学校」に決定。
- 1990年（平成2年）
  - 3月 - 鹿島市3月定例市議会において新設校の名称を「鹿島市立明倫小学校」として正式に条例で制定。
  - 6月 - 校旗、校章、校歌原案を作成。
  - 8月 - 校旗、校章を決定。
- 1991年（平成3年）
  - 1月 - 校歌を決定。
  - 2月23日 - 鹿島市立鹿島小学校分離式を挙行。

開校後
- 1991年（平成3年）4月1日 - 「鹿島市立明倫小学校」（現校名）が開校。
  - 鹿島小学校より、一部校区（若殿分、納富分、行成、執行分、井手分、末光、馬渡、小舟津、犬王袋、世間、重ノ木）が移管される。

## 交通
最寄りの鉄道駅
- JR九州 長崎本線「肥前浜駅」

最寄りのバス停留所
- 祐徳バス「ドラモリ・コメリ」バス停

最寄りの幹線道路
- 国道444号
- 佐賀県道282号奥山鹿島線 「末光」交差点

## 周辺
- 誕生院